# Червоный Яр (Пятихатский район)
Червоный Яр (укр. Червоний Яр) — село, Лозоватский сельский совет, Пятихатский района, Днепропетровская область, Украина.
Код КОАТУУ — 1224583007. Население по переписи 2001 года составляло 43 человека .

## Географическое положение
Село Червоный Яр находится в 2-х км от села Байковка, в 2,5 км от села Василевка (Криничанский район) и в 4-х км от города Вольногорск. По селу протекает пересыхающий ручей с запрудой. Рядом проходит автомобильная дорога Т-0415.